# Sven Löfgren (skådespelare)
Sven Axel Ragnar Löfgren, född 15 november 1906 i Kungsholms församling i Stockholm, död 22 augusti 1991 i Farsta, var en svensk rekvisitör och skådespelare.
Löfgren anställdes som rekvisitör vid AB Svensk Filmindustri i början av 1930-talet. Han kom att medverka i mindre filmroller från 1937. Löfgren är begravd på Västberga begravningsplats.

## Filmografi
- 1937 – Adolf Armstarke
- 1938 – Bara en trumpetare
- 1953 – Sommaren med Monika
- 1959 – Fröken Chic
- 1964 – Svenska bilder
- 1965 – Att angöra en brygga
- 1969 – Pippi Långstrump
- 1973 – Här kommer Pippi Långstrump
- 1976 – Klerk

## Teater

### Roller (ej komplett)
| År   | Roll | Produktion                                    | Regi           | Teater            |
| ---- | ---- | --------------------------------------------- | -------------- | ----------------- |
| 1965 |      | Djävulens följe (The Devils) John Whiting     | Lennart Olsson | Malmö stadsteater |
| 1966 |      | Mordet på Marat Peter Weiss                   | Jan Lewin      | Malmö stadsteater |
| 1968 |      | Mutter Courage och hennes barn Bertolt Brecht | Jan Lewin      | Malmö stadsteater |